# Makayla Epps
Makayla Epps (Lebanon, 6 giugno 1995) è un'ex cestista statunitense, professionista nella WNBA.

## Carriera
È stata selezionata dalle Chicago Sky al terzo giro del Draft WNBA 2017 con la 33ª chiamata assoluta.